# Clorat de potassi
El clorat de potassi és una sal formada per l'anió clorat i el catió potassi. Es presenta com un sòlid blanc cristal·lí. Té la fórmula química KClO₃. En la seva forma pura forma cristalls blancs. El clorat de potassi ha de ser manejat amb cura, ja que reacciona vigorosament i en alguns casos entra en ignició espontània o explota, quan es mescla amb materials combustibles. És el clorat més comú en la indústria, i es troba en la majoria dels laboratoris. S'empra com agent oxidant, per preparar oxigen, com un desinfectant, en llumins de seguretat, en explosius i focs artificials i en el cultiu de plantes, per forçar l'estadi de florida en l'arbre longan, fent que pugui produir fruits en els climes més càlids.

## Producció

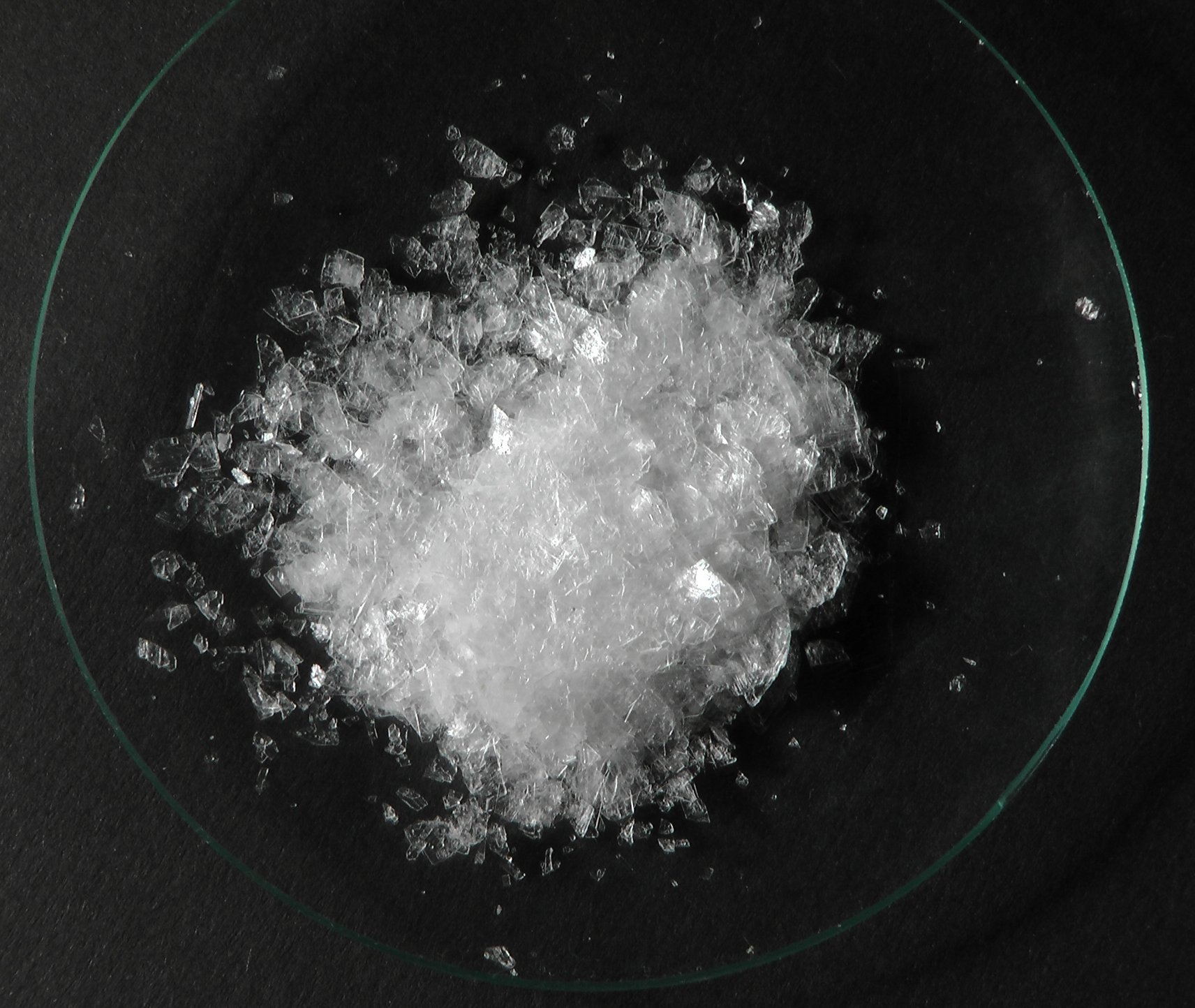
Cristall de clorat de potassi

Es produeix pel pas del clor en una abeurada de calç i afegint-hi després clorur de potassi (Procediment Liebig). De vegades es fa mitjançant l'electròlisi del clorur de potassi en solució aquosa.
En petites quantitats també es produeix per la desproporcionació d'una solució d'hipoclorit de sodi seguida de la reacció de metàtesi amb clorur de potassi:
3 NaOCl → 2NaCl + NaClO₃
KCl + NaClO₃ → NaCl + KClO₃
També es pot produir fent passar gas clor en una solució calenta de potassa càustica:
3Cl₂(g) + 6KOH (aq) → KClO₃ (aq) + 5KCl (aq) + 3H₂O(l)